# NBA75大球星

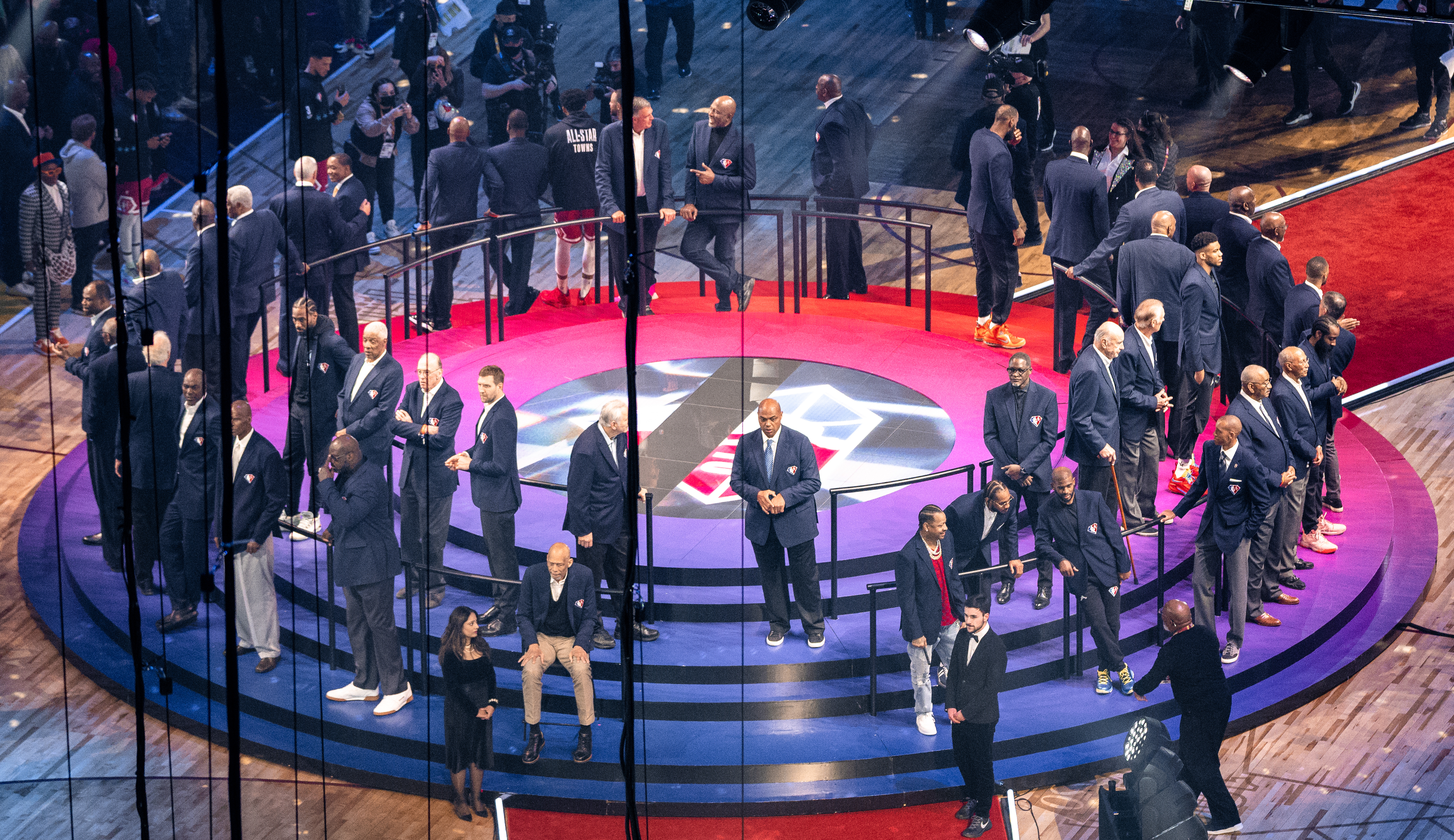

NBA75大球星是國家籃球協會（NBA）在2021-22賽季慶祝75週年之際，由媒體、現役與退役球員、教練、總管和高層所組成的蓝丝带小組（blue-ribbon panel）投票選出的75位球星名單，但最終結果因為有球員同票，共有76人入選。此份名單分三梯次公佈，第一份名單10月19日公佈，第二份名單10月20日公佈，第三份名單10月21日公佈。有45位球員接受聯盟邀請親自出席在克利夫兰舉行的NBA全明星賽中場致敬典禮。

## 入選球員

### 名單
- 卡里姆·阿卜杜勒-贾巴尔
- 雷·阿伦
- 揚尼斯·安戴托昆波
- 卡梅隆·安东尼
- 奈特·阿奇博尔德
- 保罗·阿里金
- 查尔斯·巴克利
- 里克·巴里
- 埃尔金·贝勒
- 戴夫·宾
- 拉里·伯德
- 科比·布莱恩特
- 威尔特·张伯伦
- 鲍勃·库锡
- 戴夫·考恩斯
- 比利·坎宁安
- 斯蒂芬·库里
- 安東尼·戴維斯
- 戴夫·德布斯切尔
- 克莱德·德雷克斯勒
- 蒂姆·邓肯
- 凯文·杜兰特
- 朱利叶斯·欧文
- 帕特里克·尤因
- 沃尔特·弗雷泽
- 凯文·加内特
- 乔治·格温
- 哈尔·格里尔
- 詹姆斯·哈登
- 约翰·哈夫利切克
- 埃尔文·海耶斯
- 艾倫·艾佛森
- 勒布朗·詹姆斯
- 魔术师约翰逊
- 萨姆·琼斯
- 迈克尔·乔丹
- 贾森·基德
- 科怀·伦纳德
- 達米安·里拉德
- 杰里·卢卡斯
- 卡爾·馬龍
- 摩西·马龙
- 皮特·马拉维奇
- 鮑伯·麥卡杜
- 凯文·麦克海尔
- 乔治·迈肯
- 雷吉·米勒
- 厄尔·门罗
- 史蒂夫·纳什
- 德克·诺维茨基
- 哈基姆·奥拉朱旺
- 沙奎尔·奥尼尔
- 罗伯特·帕里什
- 克里斯·保罗
- 加里·佩顿
- 鲍勃·佩蒂特
- 保罗·皮尔斯
- 斯科蒂·皮蓬
- 威利斯·里德
- 奥斯卡·罗伯逊
- 大卫·罗宾逊
- 丹尼斯·罗德曼
- 比尔·拉塞尔
- 多尔夫·谢伊斯
- 比尔·沙尔曼
- 约翰·斯托克顿
- 伊塞亚·托马斯
- 内特·瑟蒙德
- 韦斯·昂塞尔德
- 德维恩·韦德
- 比尔·沃顿
- 杰里·韦斯特
- 拉塞尔·威斯布鲁克
- 兰尼·威尔肯斯
- 多米尼克·威尔金斯
- 詹姆斯·沃西

### 投票小組
- 卡里姆·阿卜杜勒-贾巴尔
- Marv Albert（英语：Marv Albert）
- David Aldridge（英语：David Aldridge）
- Sam Amick
- 揚尼斯·安戴托昆波
- Steve Aschburner
- 查尔斯·巴克利
- 里克·巴里
- Howard Beck（英语：Howard Beck）
- 休·伯德
- 戴夫·宾
- Carol Blazejowski（英语：Carol Blazejowski）
- Mike Breen（英语：Mike Breen）
- 朵莉絲·柏克
- Jerry Colangelo（英语：Jerry Colangelo）
- 道格·科林斯
- 辛西娅·库珀-戴克
- 鮑伯·柯斯塔斯
- 戴夫·考恩斯
- 比利·坎宁安
- 斯蒂芬·科里
- 蒂姆·邓肯
- David DuPree
- 克莱德·德雷克斯勒
- 韦恩·恩布里
- 朱利叶斯·欧文
- 帕特里克·尤因
- 沃尔特·弗雷泽
- 乔治·格温
- Russ Granik（英语：Russ Granik）
- 贝姬·哈蒙
- 埃尔文·海耶斯
- Ernie Johnson Jr.（英语：Ernie Johnson Jr.）
- 魔术师约翰逊
- 萨姆·琼斯
- 迈克尔·乔丹
- 史蒂夫·科尔
- 鲍勃·拉尼尔
- 卡拉·劳森
- 丽莎·莱斯莉
- 南希·利伯曼
- Zach Lowe（英语：Zach Lowe）
- 杰里·卢卡斯
- Jack McCallum（英语：Jack McCallum）
- Brian McIntyre
- 安·邁耶斯
- Yoko Miyaji
- 厄尔·门罗
- Jackie MacMullan（英语：Jackie MacMullan）
- 史蒂夫·纳什
- Rachel Nichols（英语：Rachel Nichols (journalist)）
- 德克·诺维茨基
- 沙奎尔·奥尼尔
- 罗伯特·帕里什
- 坎达丝·帕克
- 克里斯·保罗
- 鲍勃·佩蒂特
- 斯科蒂·皮蓬
- 格雷格·波波维奇
- Shaun Powell
- Ahmad Rashad（英语：Ahmad Rashad）
- 威利斯·里德
- Tim Reynolds
- William C. Rhoden（英语：William C. Rhoden）
- 帕特·莱利
- 奥斯卡·罗伯逊
- 大卫·罗宾逊
- 比尔·拉塞尔
- Bob Ryan（英语：Bob Ryan）
- Bill Simmons（英语：Bill Simmons）
- Sam Smith（英语：Sam Smith (basketball, born 1955)）
- Stephen A. Smith（英语：Stephen A. Smith）
- Marc Spears
- 埃里克·斯波尔斯特拉
- 约翰·斯托克顿
- Hannah Storm（英语：Hannah Storm）
- 谢丽尔·斯伍普斯
- 伊塞亚·托马斯
- Rod Thorn（英语：Rod Thorn）
- 鲁迪·汤姆贾诺维奇
- Peter Vecsey（英语：Peter Vecsey (sports columnist)）
- 比尔·沃顿
- Rick Welts（英语：Rick Welts）
- 杰里·韦斯特
- Michael Wilbon（英语：Michael Wilbon）
- 兰尼·威尔肯斯
- 詹姆斯·沃西
- Jeff Zillgitt

## NBA15大教練
2022年2月9日，國家籃球協會公布15大教練名單，名單由30位現役總教練與13名退役總教練所組成的小組投票選出。

### 名單
- 阿诺·奥尔巴赫
- 拉里·布朗
- 查克·戴利
- 里德·霍尔兹曼
- 菲尔·杰克逊
- K·C·琼斯
- 史蒂夫·科尔
- 唐·尼尔森
- 格雷格·波波维奇
- 杰克·拉姆齐
- 帕特·莱利
- 道格·里弗斯
- 傑里·斯隆
- 埃里克·斯波尔斯特拉
- 兰尼·威尔肯斯

### 投票小組
- J·B·畢克史塔夫
- 昌西·比卢普斯
- James Borrego（英语：James Borrego）
- 胡比·布朗
- 迈克·布登霍尔泽
- 里克·卡莱尔
- 德韦恩·凯西
- 戴夫·考恩斯
- 比利·坎宁安
- Mark Daigneault（英语：Mark Daigneault）
- 迈克·德安东尼
- 比利·多诺万
- 办公室风云
- 阿尔文·簡崔
- 威利·格林
- 菲尔·杰克逊
- Taylor Jenkins（英语：Taylor Jenkins）
- 魔术师约翰逊
- 乔治·卡尔
- 史蒂夫·科尔
- 贾森·基德
- 泰伦·卢
- 迈克尔·马龙
- 内特·麦克米兰
- Jamahl Mosley（英语：Jamahl Mosley）
- 史蒂夫·纳什
- 尼克·諾斯
- 格雷格·波波维奇
- 威利斯·里德
- 帕特·莱利
- 道格·里弗斯
- 比尔·拉塞尔
- 斯蒂芬·塞拉斯
- 昆恩·史奈德
- 埃里克·斯波尔斯特拉
- 汤姆·希伯杜
- 伊塞亚·托马斯
- 鲁迪·汤姆贾诺维奇
- 伊姆·烏度卡
- Wes Unseld Jr.（英语：Wes Unseld Jr.）
- 法蘭克·沃格爾
- 兰尼·威尔肯斯
- 蒙提·威廉斯